# 幸州殷氏
幸州殷氏（ヘンジュウンし、행주은씨）は、朝鮮の氏族の一つ。本貫は京畿道高陽市である。2015年の調査では、14,665人である。
始祖は、850年に中国・唐から新羅へ派遣された学者の殷洪悦である。 

## 集姓村
- 慶尚北道慶山郡河陽邑清泉洞
- 慶尚北道軍威郡召保面渭城洞
- 全羅北道井邑郡古阜面[2]